# 賴芊合
賴芊合（Salem Lai，1980年1月6日—），臺灣女演員。丈夫是已故男藝人戎祥。

## 電視劇
| 年份   | 頻道       | 劇名                    | 角色          |
| 2013年 | 民視       | 《風水世家》            | 蘿拉          |
| 2013年 | 大愛電視台 | 《心願》                | 呂梅花        |
| 2014年 | 民視       | 《廉政英雄》            | 蘇紫祺        |
| 2014年 | 大愛電視台 | 《頂坡角上的家》        | 張麗琴        |
| 2014年 | GOOD TV    | 《幸福學堂》心的距離    | 曾芳庭        |
| 2015年 | 大愛電視台 | 《月娘》                | 孫紫          |
| 2016年 | 大愛電視台 | 《愛的人生路》          | 簡麗凌        |
| 2016年 | 大愛電視台 | 《阿燕》                | 賴麗英        |
| 2016年 | 民視       | 《春花望露》            | 阿花          |
| 2016年 | 大愛電視台 | 《家有滿子》            | 林飛鳳        |
| 2016年 | 大愛電視台 | 《我家的方程式》        | 羅秀如        |
| 2017年 | 大愛電視台 | 《智子之心》            | 張秀蘭        |
| 2019年 | 民視       | 《大時代》              | 小珊          |
| 2019年 | 東森戲劇台 | 《美味滿閣》            | 楊采君        |
| 2019年 | 三立台灣台 | 《炮仔聲》              | 助理          |
| 2020年 | 大愛電視台 | 《迎風而立》            | 吳姑姑        |
| 2021年 | 大愛電視台 | 《阿良的歸白人生》      | 王麗真        |
| 2021年 | 民視       | 《日蝕遊戲》            | 邱心慈        |
| 2021年 | 民視       | 《黃金歲月》            | 邱安琪        |
| 2021年 | 民視       | 《新台灣奇案》我有3個姓 | 許阿梅        |
| 2023年 | 民視       | 《市井豪門》            | 張心恬 洁西卡 |
| 2023年 | 民視       | 《愛的榮耀》            | 杜清玉        |
| 2025年 | 民視       | 《好運來》              | 陳曉慧        |

## 外部連結
- 賴芊合的Facebook專頁
- 賴芊合的Instagram帳戶
- 鳳凰藝能－賴芊合 （页面存档备份，存于）